# ارتفاع (فیلم ۲۰۲۴)
ارتفاع (انگلیسی: Elevation) یک فیلم اکشن و پسا-آخرالزمانی آمریکایی محصول سال ۲۰۲۴ به کارگردانی جرج نلفی و نویسندگی کنی رایان و جیکوب رومن است. بازیگرانی چون آنتونی مکی، مورنا باکارین، مدی هسن و تونی گلدوین در این فیلم به ایفای نقش پرداخته‌اند.
این فیلم در ۸ نوامبر ۲۰۲۴ در ایالات متحده اکران شد، و نقدهای متوسطی را دریافت کرد.

## داستان
یک پدر مجرد و دو زن برای نجات جان یک کودک باید از محل امن خانه خود برای رویارویی با موجودات هیولاوار عازم منطقه پرخطر شوند...

## مشروح داستان
سه سال پیش از وقایع فیلم، شکارچیان مرموز و مهیب معروف به «ریپرها» (Reapers، به معنی مرگ‌آوران) از حفره‌های زیرزمینی پدیدار شدند و بشریت را نابود کردند، به‌طوری که ۹۵ درصد از جمعیت انسان‌ها در اولین ماه کشته شدند. بازماندگان در جوامع پراکنده‌ای در ارتفاعات بالاتر از ۸۰۰۰ فوت (۲۴۳۹ متر) زندگی می‌کنند، جایی که این موجودات وارد نمی‌شوند.
در منطقهٔ «پناهگاه لاست گالچ» در رشته‌کوه فرانت رینج، کلرادو، ویل، یک پدر تنها، همراه با پسرش هانتر که به بیماری ریوی مبتلاست، زندگی می‌کند. ویل همچنان با خاطرهٔ مرگ همسرش، تارا، در جریان حملهٔ ریپرها، که طی یک مأموریت اکتشافی همراه با نینا، یک دانشمند، رخ داد، دست و پنجه نرم می‌کند. این مأموریت برای کشف نقاط ضعف ریپرها بود. پس از ماه‌ها انزوا، هانتر از قطع ارتباط رادیویی و استفاده از پرچم‌ها برای ارتباط توسط جوامع همسایه خسته می‌شود. ویل متوجه می‌شود که فیلترهای اکسیژن برای هانتر رو به اتمام است. با وجود هشدارهای نینا مبنی بر خطر سفر به بولدر، کلرادو برای یافتن فیلترهای بیشتر، ویل او را متقاعد می‌کند که برای یافتن آزمایشگاه قدیمی‌اش و کشف راهی برای کشتن ریپرها، با او همراه شود.
کیتی، دوست ویل، نیز به آن‌ها می‌پیوندد و از جادهٔ آتش‌نشانی البا وارد مسیری می‌شوند که به معدنی زیر خط امن منتهی می‌شود. نینا دستگاه قطب‌نمایی دارد که او اختراع کرده و قادر است به‌خاطر امواج زیست‌الکترومغناطیسی بالای ریپرها، حضور آن‌ها را تشخیص دهد. آن‌ها در مسیر خود تجهیزات جمع‌آوری می‌کنند، از جمله یک نارنجک‌انداز. هنگام حرکت به سمت یک منطقهٔ اسکی متروکه، ریپری آن‌ها را مشاهده می‌کند، اما ویل با روشن کردن ژنراتورهای پشتیبان تله‌سیژ، گروه را قادر می‌سازد تا به‌طور ناچیزی از دست ریپرها فرار کنند و به منطقهٔ امن برسند. آن‌ها در یک کلبهٔ قدیمی استراحت می‌کنند و نینا توضیح می‌دهد که ریپرها غذا نمی‌خورند و نمی‌خوابند و احتمالاً موجودات زیستی نیستند.
صبح روز بعد، گروه به یک تونل معدن قدیمی می‌رسند که ویل آن را به‌خاطر می‌آورد، زیرا زمانی در آنجا کار می‌کرد. اما سطح پایین معدن زیر خط امن قرار دارد و قطب‌نمای نینا در آنجا قادر به شناسایی ریپرها نخواهد بود. آن‌ها متوجه می‌شوند که ورودی سطح ایمن معدن در زمان تهاجم اولیه جوش داده شده است و مجبور می‌شوند به سطح پایین‌تر بروند. در آنجا، ریپری به آن‌ها حمله می‌کند و کیتی را با شاخک‌هایش می‌کشد. نینا و ویل به‌سختی فرار می‌کنند و به سطح امن بازمی‌گردند.
نینا می‌خواهد به آزمایشگاهش بازگردد تا اکسید منیزیم موجود در آنجا را بردارد و فرضیه می‌دهد که فلس‌های نفوذناپذیر ریپرها با مکانیزم‌های دفاع مغناطیسی ایجاد می‌شوند و اگر گلوله‌ای با ترکیب منیزیم ساخته شود، می‌تواند ریپرها را از داخل منفجر کند. آن‌ها به بولدر می‌روند و در بیمارستانی متروکه فیلترهای اکسیژن پیدا می‌کنند. ریپری به آن‌ها حمله می‌کند، اما ویل با شلیک به کپسول‌های گاز، زمان لازم برای فرار را ایجاد می‌کند. ویل قصد دارد به پسرش بازگردد، اما نینا او را متقاعد می‌کند که به او در بازگشت به آزمایشگاه کمک کند. نینا فاش می‌کند که خانواده‌اش را در حملهٔ ریپرها از دست داده است. او به آزمایشگاه بازمی‌گردد و پس از چندین آزمایش، موفق می‌شود ریپری را با گلوله‌ای آغشته به ترکیب کبالت و منیزیم از بین ببرد.
ویل با یک وانت حرکت می‌کند، اما دچار حادثه می‌شود و مجبور می‌شود پیاده به سمت خط امن بدود، در حالی که ریپرها او را تعقیب می‌کنند. آن‌ها او را محاصره می‌کنند، اما نینا به‌موقع سر می‌رسد و با گلوله‌های آغشته به ترکیب کبالت و منیزیم، ریپرها را منفجر می‌کند. آن‌ها متوجه می‌شوند که ریپرها موجودات زیستی نیستند، بلکه ماشین‌هایی ساخته شده با فناوری پیشرفتهٔ بیگانگان هستند و نظریهٔ نینا تأیید می‌شود.
آن‌ها به پناهگاه لاست گالچ بازمی‌گردند و ویل دوباره با هانتر دیدار می‌کند. نینا یک پرچم دزدان دریایی را برای جوامع نزدیک در کوه‌های راکی برافراشته می‌کند، که نشان می‌دهد یک ریپر کشته شده است. جوامع بار دیگر ارتباط رادیویی برقرار کرده و خود را با گلوله‌های آغشته به کبالت و منیزیم مسلح می‌کنند تا با ریپرها بجنگند.
مدتی بعد، نینا با ویل در کنارش از طریق تلسکوپ به آسمان نگاه می‌کند و سه شهاب‌سنگ سبز رنگ را می‌بیند که وارد مدار زمین می‌شوند.
پی‌نوشت: نام Reaper در این فیلم به معنای «مرگ‌آور» یا «دروگر جان» به کار رفته است. واژهٔ Reaper در زبان انگلیسی معمولاً به معنای «دروگر» (کسی که محصول را درو می‌کند) است، اما در ادبیات و فرهنگ عامه، این واژه اغلب به عنوان یک نماد مرگ (مانند «فرشتهٔ مرگ» یا Grim Reaper) استفاده می‌شود

## ساخت
فیلمبرداری در نوامبر ۲۰۲۲ در کلرادو آغاز شد، و تا اواخر مارس ۲۰۲۳ به پایان رسید.

## بازخوردها
- در وب‌سایت جمع‌آوری نقد راتن تومیتوز از ۳۷ نقد منتقد، با میانگین امتیاز ۵٫۴ از ۱۰ مثبت است.[۴]
- در متاکریتیک، که از میانگین وزنی استفاده می‌کند، بر اساس رای ۸ منتقد، امتیاز ۴۹ از ۱۰۰ را به فیلم اختصاص داد که نشان دهنده نقدهای «مختلط یا متوسط» است.[۵]